# جون جادج
جون جادج هو سياسي أمريكي، ولد في 20 سبتمبر 1944 في ألبيا في الولايات المتحدة. نشط حزبياً في الحزب الديمقراطي. وقد انتخب عضو مجلس ولاية آيوا ‏.